# Yellow Now
 (août 2023).
Si vous disposez d'ouvrages ou d'articles de référence ou si vous connaissez des sites web de qualité traitant du thème abordé ici, merci de compléter l'article en donnant les références utiles à sa vérifiabilité et en les liant à la section « Notes et références ».
Les Éditions Yellow Now sont une maison d'édition belge spécialisé dans le cinéma. Son fondateur et directeur est Guy Jungblut. Les critiques et théoriciens Dominique Païni et Patrick Leboutte ont été, à partir de la fin des années 1980, ses principaux collaborateurs.

## Quelques titres
- Abbas Kiarostami : Le cinéma à l'épreuve du réel sous la direction de Philippe Ragel, 2008  (ISBN 978-2873402266)
- Blow-Up, un regard anthropologique : Affleurer la surface du monde de Thierry Roche, 2010  (ISBN 978-2873402600)
- Il était une fois en Amérique de Sergio Leone de Jean-Marie Samocki, 2010  (ISBN 978-2873402709)

## Distinction
- Prix Coq de la Communauté française de Belgique de la diffusion 1993